# Thunderclap Newman
Thunderclap Newman was een Engelse band, die tijdens de jaarwisseling 1968/1969 werd geformeerd door gitarist Pete Townshend van The Who. De band wist met de single Something in the Air in Europa de hitlijsten te halen, maar was nauwelijks bekend in de Verenigde Staten. In 2016 werd de band door Rolling Stone opgenomen in hun lijst van 40 greatest one-album wonders. Hun single Something in the Air, een Britse nummer één hit uit 1969, blijft in trek voor tv-commercials, filmsoundtracks en compilaties. De band bracht het veelgeprezen rockalbum Hollywood Dream en de drie singles Accidents, The Reason en Wild Country uit (die op het album verschenen).
Van 1969 tot 1971 bestond de kern van de band uit songwriter John 'Speedy' Keen (zang, drums, gitaar), Andy 'Thunderclap' Newman (piano) en Jimmy McCulloch (gitaar). Pete Townshend (onder de alias 'Bijou Drains') speelde basgitaar op hun album en singles, die hij allemaal had opgenomen en geproduceerd in de IBC Studio en zijn thuisstudio in Twickenham. De band breidde zijn bezetting uit tijdens zijn tournees: in 1969 met James 'Jim' Pitman-Avery (basgitaar) en Jack McCulloch (drums) en in 1971 met Ronnie Peel (basgitaar) en Roger Felice (drums). De band stopte in april 1971, maar werd in 2010 tot leven gewekt door Andy Newman met een nieuwe groep.
De meest actuele Thunderclap Newman-band werd in februari 2010 geformeerd op instigatie van muziekzakenmanager Ian Grant. De bezetting van de band was Andy Newman, Mark Brzezicki, Nick Johnson, Josh Townshend en Tony Stubbings. Ze namen in 2010 een album op en brachten het uit als Beyond Hollywood.

## Biografie
In 1969 formeerde Townshend de band om nummers te laten horen die zijn geschreven door de voormalige Who-roadie, drummer/zanger/gitarist Speedy Keen. Keen schreef het openingsnummer Armenia City in the Sky op het album The Who Sell Out. Keen, Newman en McCulloch ontmoetten elkaar voor het eerst in december 1968 of januari 1969 in de thuisstudio van Townshend om Something in the Air op te nemen. Townshend produceerde de single, speelde basgitaar onder het pseudoniem Bijou Drains en huurde GPO-ingenieur en dixieland-jazzpianist 'Thunderclap' Newman in (geboren als Andrew Laurence Newman op 21 november 1942 in Hounslow, Middlesex, overleden 29 maart 2016) en de vijftienjarige gitarist Jimmy McCulloch uit Glasgow. Voor die tijd was Townshend van plan om voor elk van de muzikanten aan projecten te werken, maar Kit Lambert had de overhand op Townshend, die werkte aan wat de rockopera Tommy zou worden, om tijd te besparen door de drie muzikanten samen te voegen in het collectieve project dat Thunderclap Newman werd.
Het door Keen geschreven Something in the Air stond drie weken op nummer één in de UK Singles Chart, ter vervanging van Ballad of John and Yoko van The Beatles en hielden Elvis Presley af. Oorspronkelijk getiteld Revolution, maar later omgedoopt omdat The Beatles in 1968 een nummer met die naam hadden uitgebracht (de B-kant van Hey Jude), legde Something in the Air de post-flowerpower rebellie vast, verbonden met de elektrische ritme- en leadgitaren van McCulloch en Keens drummen en falsetto, Newmans pianosolo en Townshends (niet genoemd) elektrische bas. In december 1969 werd de single bekroond met een gouden schijf voor een wereldomzet van meer dan een miljoen exemplaren.
Something in the Air verscheen op de soundtracks van de films The Magic Christian (1969) en The Strawberry Statement (1970), waarbij de laatste de single hielp om nummer 25 in de Verenigde Staten te bereiken. In het Verenigd Koninkrijk en de Verenigde Staten kwam in mei 1970 de vervolgsingle Accidents uit, die slechts een week op nummer 44 stond, maar in de Verenigde Staten niet kon scoren. Something in the Air was ook te horen in de film Kingpin (1996) en werd gebruikt op de soundtrack, net als Almost Famous (2000). Het werd ook gebruikt in een televisie-aflevering van My Name Is Earl uit 2008.
De criticus Nathan Morley beschreef Accidents als het meesterwerk van de band.
Thunderclap Newman was niet van plan om liveoptredens te geven, maar de band gaf toe toen, tot hun collectieve verbazing, Something in the Air een hit werd. Het trio, aangevuld met Jim Pitman-Avery (basgitaar) en McCulloch's oudere broer Jack (drums), ondernam een 26-daagse tournee door Engeland en Schotland ter ondersteuning van Deep Purple van juli 1969 tot augustus 1969. De live setlist van Thunderclap Newman omvatte toen meestal de volgende nummers: Lady Madonna van The Beatles; een jam van twaalf maten; Wilhelmina door Andy Newman en Something in the Air. Op 8 augustus maakten Pitman-Avery en McCulloch hun voornemen bekend de band te verlaten. Binnen enkele weken vormden ze de country-rockband Wild Country met Terry Keyworth (gitaar) en Stuart Whitcombe (keyboards). Dat jaar verscheen de band in televisieprogramma's in Groot-Brittannië (How Late It Is, Top of the Pops) en Duitsland (Beat Club).
In oktober 1970 bracht Thunderclap Newman zijn veelgeprezen album Hollywood Dream uit. Het album, geproduceerd door Townshend, piekte op nummer 163 in de Billboard 200. Dat jaar brachten ze de drie singles Accidents/I See It All, The Reason/Stormy Petrel en Wild Country/Hollywood Dream uit. Op 7 november verschenen ze bij Ev (ook bekend als The Kenny Everett Show). Begin 1971 hervormde het stichtende trio de band met de Australische muzikanten Roger Felice (drums) en Ronnie Peel (basgitaar).
Op 6 maart 1971 kondigde de New Musical Express de nieuwe bezetting van de band aan, die bestond uit Newman (piano), Speedy Keen (slaggitaar en zang), Jimmy McCulloch (lead gitaar), Ronnie Peel (bas) en Roger Felice (drums). Datums waren onder meer bij University of Sussex, Sheffield University (12 maart) en Nelson Imperial (14 maart). Eind april stond er een Schotse tournee op het programma.
Met zijn nieuwe bezetting  ondersteunde Thunderclap Newman van januari 1971 tot april 1971 Deep Purple tijdens een 19-daagse tournee door Engeland en Schotland. Hun live setlist omvatte dan meestal de nummers Look Around, The Reason en Wild Country, plus covers van andere artiesten. In die maanden steunde de band Leon Russell tijdens een tournee door Nederland en hadden ze Deep Purple ondersteund tijdens een tournee door Scandinavië. Ze speelden in het clubcircuit en vermeden het spelen in balzalen. Dat jaar maakte Thunderclap Newman een cameo-optreden in de Britse film Not Tonight, Darling.
Thunderclap Newman ging uit elkaar omstreeks 10 april 1971, dagen voordat ze op de planning stonden voor een tournee door Schotland en weken voordat ze deel zouden gaan uitmaken van een pakketreis met Marsha Hunt en anderen tijdens een 12-weekse tournee van The Who door de Verenigde Staten.
De leden van de band hadden weinig gemeen. In een NME-interview uit 1972 zei Newman dat hij het wel met Keens muziek kon, maar niet met Keen persoonlijk, terwijl precies het tegenovergestelde waar was met betrekking tot McCulloch.
In 2008 verscheen Newman in een aflevering van het Britse televisieprogramma That Were The Days om commentaar te geven op de nacht van de eerste maanlanding.

## Gescheiden wegen
McCulloch had banden met een tiental of meer bands, waaronder John Mayall, Stone the Crows en Paul McCartney's Wings, maar op 26-jarige leeftijd overleed hij in zijn huis aan een door heroïne veroorzaakte hartstilstand op 27 september 1979. Zijn lichaam werd ontdekt door zijn broer Jack.
In 1973 bracht Keen het soloalbum Previous Convictions uit voor Track Records, met McCulloch en Roger Felice op sommige nummers. Als vervolg begon hij met het opnemen van een dubbelalbum. Gefrustreerd door zijn gebrek aan vooruitgang bij Track, bracht hij de demo's naar Island Records, die het terugbracht tot het singlealbum Y'know Wot I Mean? en bracht het uit in 1975. De single Someone to Love kreeg veel airplay maar werd niet verkocht.
Ontmoedigd stopte Keen met opnemen na nog een single in 1976. Hij probeerde platen te produceren en werkte samen met de punkband Johnny Thunders & the Heartbreakers op hun eerste album L.A.M.F. in 1977 en produceerde ook Motörheads eerste album voordat hij de muziekindustrie verliet. Hij verscheen op verschillende nummers op de Best of Motorhead dubbel-cd All the Aces, als onderdeel van een liveoptreden die oorspronkelijk werd uitgevoerd onder de naam The Muggers. De set bevat vijf nummers geschreven en gezongen door Keen, waarvan er slechts één op zijn soloalbums was verschenen.
Keen leed meerdere jaren aan artritis en was bezig met het opnemen van zijn derde soloalbum, toen hij op 12 maart 2002 op 56-jarige leeftijd onverwacht overleed aan hartfalen.
In 1971 nam Newman het soloalbum Rainbow op en speelde hij diverse instrumenten op Roger Ruskin Spears eerste album.
In 2002 werd Newman uiteindelijk uit zijn pensioen gehaald door István Etiam en David Buckley (ex-Barracuda's). Nog eens drie muzikanten werden aan de bezetting toegevoegd en eind 2005 werd de Thunderclap Newman Band gevormd. Het was een internationale verzameling van zes muzikanten van verschillende nationaliteiten en met verschillende muzikale achtergronden. Onder leiding van Andy Newman ging de band op pad om de muziek van Thunderclap Newman te vieren en de erfenis van John 'Speedy' Keen en Jimmy McCulloch te eren.
Een van de doelen van de band was om Hollywood Dream voor het eerst in zijn geheel uit te voeren, naast materiaal dat was geschreven door Speedy en Jimmy nadat de leden van Thunderclap Newman hun eigen weg waren gegaan. Met de twee songwriters David Buckley en István Etiam waren er plannen om nieuwe nummers toe te voegen aan het bestaande materiaal. Veel fans van de oorspronkelijke Thunderclap Newman waren verheugd om Andy na een onderbreking van meer dan 35 jaar weer live met een band te zien optreden.
In februari 2008 ondersteunde voormalig muziekcriticus David Sinclair van The Times de Thunderclap Newman Band in de Windmill in Brixton met zijn band het David Sinclair Trio (nu David Sinclair Four).
Ondanks goede persrecensies en talloze succesvolle optredens begonnen meningsverschillen binnen de band te ontstaan. Andy Newman accepteerde een aanbod van manager Ian Grant van Big Country om een nieuwe band om hem heen te assembleren en in maart 2010 werd de Thunderclap Newman Band ontbonden.
De Thunderclap Newman Band was: Andy 'Thunderclap' Newman (VK, keyboards, sopraansax, klarinet, hobo), David Buckley (VS, zang, gitaar), István Etiam (Hongarije, slaggitaar, lap-steelgitaar, mondharmonica & zang), Stefanos Tsourelis (Griekenland, leadgitaar), Brian Jackson (VK, basgitaar), Antonio Spano (Italië, drums).
In februari 2010 trad Newman op als Thunderclap Newman in de Con Club in Lewes met de nieuwe bezetting Tony Stubbings (basgitaar), Nick Johnson (leadgitaar), Mark Brzezicki (voormalig Big Country, drums) en Josh Townshend (neef van Pete Townshend, op slaggitaar en zang). Kort daarna bracht de band de cd Beyond Hollywood uit. Thunderclap Newman ondersteunde Big Country tijdens een tournee door het Verenigd Koninkrijk in 2011. De band speelde 15 concerten tussen 2010 en 2012, de laatste in juni 2012 op het Isle of Wight Festival. Dit was de laatste ooit en daarna stopte de band met optreden.

## Overlijden
Jimmy McCulloch overleed op 27 september 1979 op 26-jarige leeftijd aan een door heroïne veroorzaakte hartstilstand. John 'Speedy' Keen overleed op 12 maart 2002 op 56-jarige leeftijd onverwacht aan hartfalen. Andy 'Thunderclap' Newman overleed op 29 maart 2016 op 73-jarige leeftijd.

## Discografie

### Singles
- 1969: Something in the Air/Wilhelmina
- 1970: Accidents/I See It All
- 1970: The Reason/Stormy Petre
- 1970: Wild Country/Hollywood

### Albums
- 1969: Hollywood Dream
- 2010: Beyond Hollywood!!

### Soloalbums
- 1971: Andy Newman: Rainbow
- 1971: Speedy Keen: Previous convictions
- 1975: Speedy Keen: Y'know wot I mean?
- 1978: Speedy Keen als lid van de Muggers: The Muggers Tapes (verschenen als bonus-cd bij de cd The Best of Motörhead: All the Aces)

## Hitlijsten
| Single               | Hitlijst                      | Toppositie |
| -------------------- | ----------------------------- | ---------- |
| Something in the Air | BE (WL) (Ultratop 50 Singles) | 43         |
| Something in the Air | NL (Hilversum 3 Top 30)       | 9          |
| Something in the Air | VK (UK Singles Chart)         | 1          |
| Something in the Air | VS (Billboard Hot 100)        | 37         |
| Accidents            | VK (UK Singles Chart)         | 46         |

### NPO Radio 2 Top 2000
| Nummer met noteringen in de NPO Radio 2 Top 2000 | '99  | '00  | '01  | '02  | '03 | '04  | '05  | '06  | '07  | '08  |
| ------------------------------------------------ | ---- | ---- | ---- | ---- | --- | ---- | ---- | ---- | ---- | ---- |
| Something in the Air                             | 1719 | 1633 | 1833 | 1909 | -   | 1823 | 1723 | 1835 | 1813 | 1806 |

1. ↑  Een '-' betekent dat het nummer niet was genoteerd en een vetgedrukt getal geeft de hoogste notering aan.
2. ↑  Deze tabel is bijgewerkt tot en met de laatste editie (2024).